# Pillersee
Der Pillersee ist ein Gebirgssee in den nördlichen Kalkalpen im österreichischen Bundesland Tirol.

## Geographie
Der rund 24 Hektar große Pillersee liegt im gleichnamigen Pillerseetal nahe der Gemeinde St. Ulrich am Pillersee auf 835 m ü. A. Zuflüsse sind mehrere Bäche, die in den angrenzenden Loferer Steinbergen und den Kitzbüheler Alpen entspringen. Der Abfluss des Sees erfolgt durch den Haselbach/Grieselbach (Loferbach, Strubache), der auch als solcher zufließt, dann die Öfenschlucht passiert und anschließend in Lofer in die Saalach mündet. Die maximale Tiefe des Sees beträgt sieben Meter.
Seine Entstehung verdankt der Pillersee einem Bergsturz vor etwa 15.000 Jahren, der den Abfluss in Höhe der Öfenschlucht unterbrach und so den Pillersee aufstaute.
Wie viele Gebirgsseen in den nördlichen Kalkalpen neigt der Pillersee durch regelmäßigen Eintrag von Schwemmgut zur Verlandung. Derzeit hat der See eine Länge von 1,6 Kilometer und eine maximale Breite von etwa 300 Meter.
In der Nähe seines nördlichen Endes liegt die Kirche St. Adolari.

## Name und Geschichte
Erstmals schriftlich genannt ist der See im Jahr 1151 als „Bileresse“ in einer Besitzbestätigungsurkunde von Papst Eugen III. für das Kloster Rott, das hier begütert war.
Der Name leitet sich wahrscheinlich vom althochdeutschen Personennamen Biler ab und das doppelte -s- in den ersten schriftlichen Belegen ist als Genitiv -s zu deuten („Bilers See“). Eine alternative Deutung leitet den Namen von "Pillern" her. "Pillern" ist ein lokaler Mundartausdruck, der ein Phänomen beschreibt, das meist im Frühjahr oder bei Unwettern auftritt, wo der See anfängt eigentümlich zu brausen oder eben zu "pillern".

## Nutzung
Bekannt ist der See als Badegewässer sowie unter Anglern für seinen Forellenreichtum. Die Wassertemperatur steigt jedoch auch im Sommer kaum über 20 °C. Es gibt einen Wander-/Radrundweg.

## Bilder

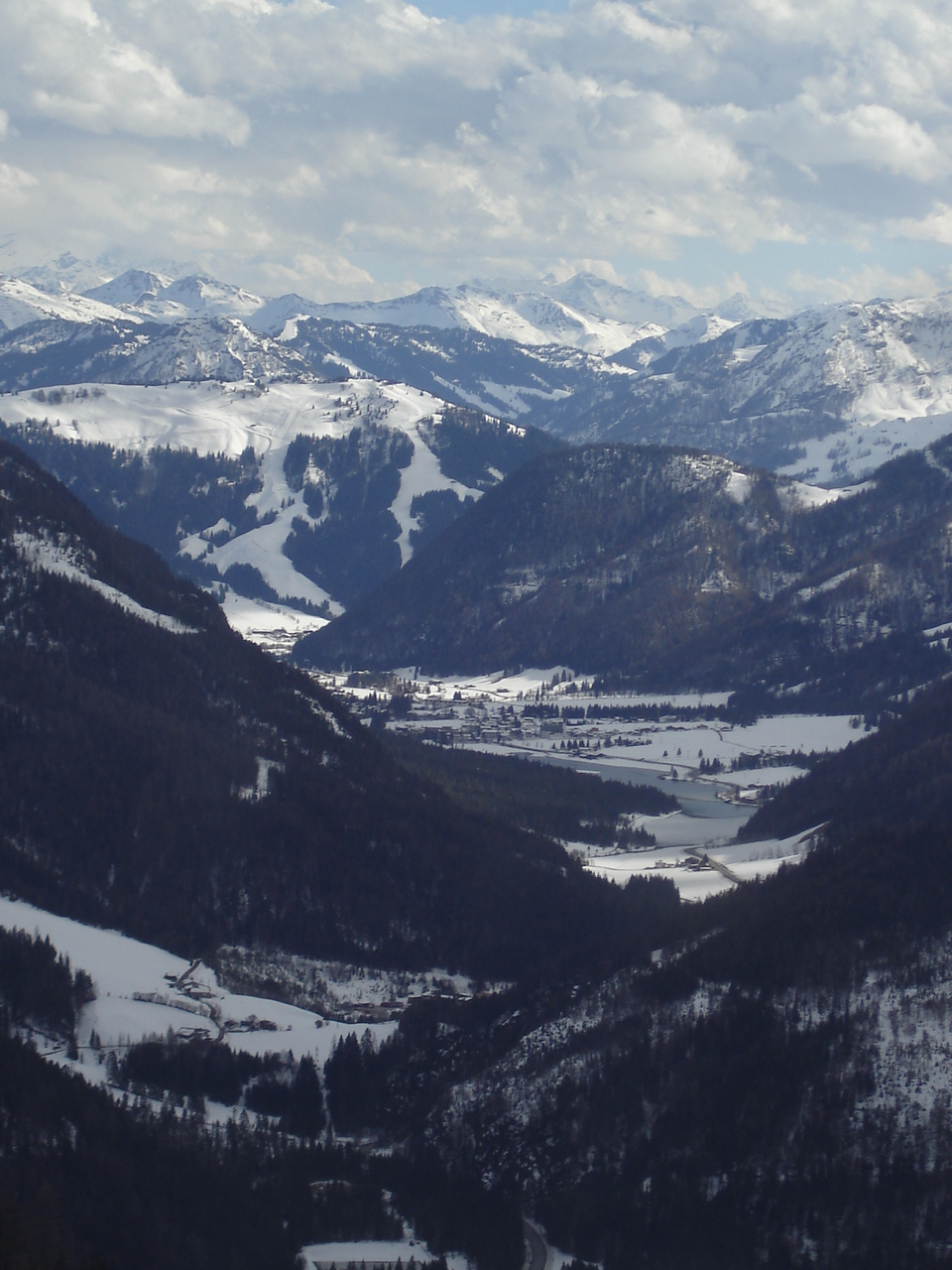
Pillersee im Winter
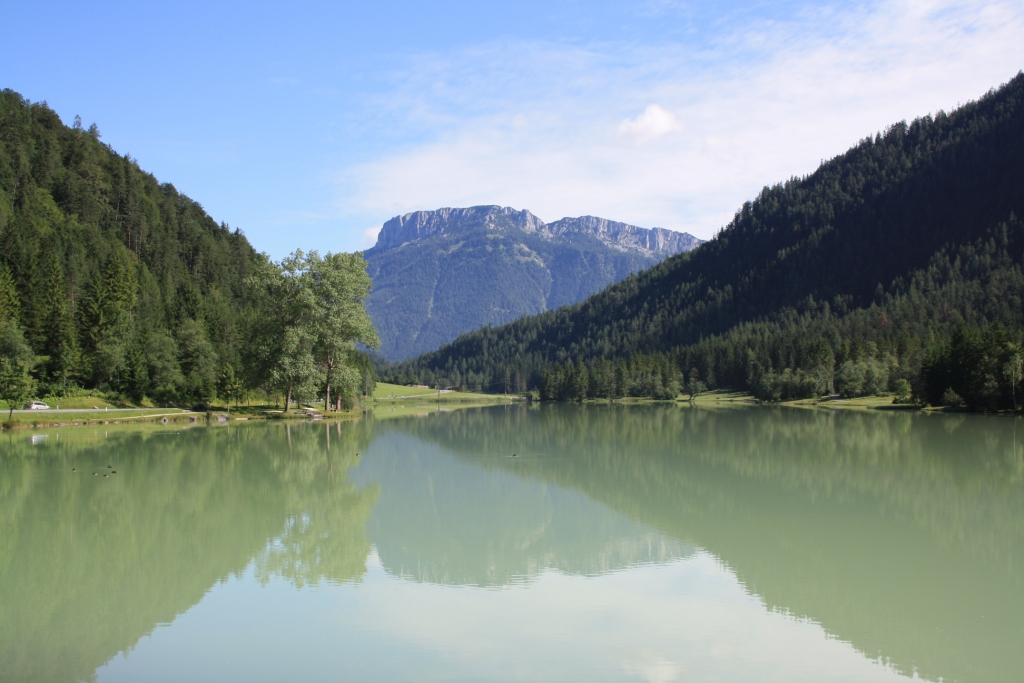
Pillersee, Blick nach Norden, im Hintergrund die Steinplatte